# Segunda División 2021 (vrouwenvoetbal Uruguay)
Het seizoen 2021 van de Segunda División of Primera División B was het vijfde seizoen van deze Uruguayaanse vrouwenvoetbalcompetitie op het tweede niveau. Het seizoen liep van 5 september tot 19 december 2021. Montevideo Wanderers FC won de competitie zonder puntverlies.

## Teams
Er namen vijftien ploegen deel aan de Segunda División tijdens het seizoen 2021. CA Rentistas–FC San Jacinto (als FC San Jacinto–CA Rentistas) en CA Progreso waren vorig seizoen uit de Primera División gedegradeerd en elf ploegen deden vorig seizoen ook mee aan de competitie. Montevideo City Torque maakte hun debuut in het vrouwenvoetbal en CSD Villa Española keerde voor het eerst sinds 2009 weer terug in de nationale competitie. Dit keer deden ze dat in samenwerking met CA Cimarrón.
Zij kwamen in de plaats voor de gepromoveerde Club Náutico en Racing Club de Montevideo. Ten opzichte van vorig seizoen deden Albion FC en CA Villa Teresa niet meer mee in 2021.
| Club                           | Stad                   | Vorig seizoen                           |
| ------------------------------ | ---------------------- | --------------------------------------- |
| CA Boston River                | Montevideo             | 4e                                      |
| Canadian SC                    | Montevideo             | 6e                                      |
| CA Cerro                       | Montevideo             | 5e                                      |
| CA Cimarrón–CSD Villa Española | Santa Lucía            | Geen deelname                           |
| CA Juventud                    | Las Piedras            | 12e                                     |
| CSyD Keguay                    | Toledo                 | 15e (teruggetrokken halverwege seizoen) |
| Montevideo City Torque         | Montevideo             | Geen deelname                           |
| Montevideo Wanderers FC        | Montevideo             | 8e                                      |
| CD Parque del Plata            | Parque del Plata       | 9e                                      |
| Club Plaza Colonia de Deportes | Colonia del Sacramento | 11e                                     |
| CA Progreso                    | Montevideo             | 10e (1ª)                                |
| Rampla Juniors FC              | Montevideo             | 13e                                     |
| CA Rentistas–FC San Jacinto    | Montevideo             | 9e (1ª)                                 |
| San José FC                    | San José de Mayo       | 3e                                      |
| Udelar                         | Montevideo             | 7e                                      |

## Competitie-opzet
De competitie bestond uit twee fasen: het reguliere seizoen en het Torneo de Ascenso en Torneo Permanencia (tweede fase). In het reguliere seizoen werden de ploegen in twee groepen verdeeld, waarin ze een halve competitie tegen elkaar speelden. De top-vier van elke groep kwalificeerde zich voor het Torneo de Ascenso, de overige ploegen gingen naar het Torneo Permanencia. In beide toernooien werd wederom een halve competitie gespeeld. De ploegen in het Torneo de Ascenso speelden om promotie naar de Primera División. De ploegen in het Torneo Permanencia speelden tegen degradatie naar de nieuwe Tercera División.

## Regulier seizoen
De eerste fase (Primera Fase) liep van 5 september tot 31 oktober 2021. De deelnemende ploegen werden ingedeeld in twee groepen, op basis van hun eindstand in het vorige seizoen. De ploegen speelden een halve competitie in hun groep en de vier beste ploegen kwalificeerden zich voor het Torneo de Ascenso. De overige ploegen gingen verder in het Torneo Permanencia.

### Serie 1
In Serie 1 zaten degradant CA Progreso, debutant Montevideo City Torque en San José FC, CA Boston River, Canadian SC, Udelar, Rampla Juniors FC en CSyD Keguay, die vorig seizoen respectievelijk als derde, vierde, zesde, zevende, dertiende en vijftiende waren geëindigd.
Montevideo City Torque, San José, Boston River en Udelar zegevierden tijdens de eerste speelronde en deze clubs bleken ook het sterkst: zij leden vrijwel alleen puntverlies tegen elkaar en de andere vier ploegen behaalden ook bijna alleen maar punten in onderlinge wedstrijden (de enige uitzondering was het gelijkspel tussen Udelar en Rampla Juniors).
Montevideo City Torque en San José verzekerden zich na vijf duels (allemaal gewonnen) van deelname aan de kampioensgroep. Op dat moment streden Boston River (9 punten), Udelar en Rampla Juniors (allebei 7 punten) om de andere twee tickets voor die groep. Boston River kwalificeerde zich door Rampla Juniors te verslaan in de zesde speelronde en Udelar plaatste zich een week later als vierde na winst op Progreso.
|    | Club                   | Sp. | W | G | V | Pnt. | DV | DT | DS  |
| -- | ---------------------- | --- | - | - | - | ---- | -- | -- | --- |
| 1. | Montevideo City Torque | 7   | 7 | 0 | 0 | 21   | 42 | 3  | +39 |
| 2. | San José FC            | 7   | 5 | 0 | 2 | 15   | 44 | 10 | +34 |
| 3. | CA Boston River        | 7   | 5 | 0 | 2 | 15   | 15 | 8  | +7  |
| 4. | Udelar                 | 7   | 4 | 1 | 2 | 13   | 11 | 14 | –3  |
| 5. | Canadian SC            | 7   | 3 | 0 | 4 | 9    | 12 | 17 | –5  |
| 6. | Rampla Juniors FC      | 7   | 2 | 1 | 4 | 7    | 10 | 21 | –11 |
| 7. | CSyD Keguay            | 7   | 1 | 0 | 6 | 3    | 6  | 31 | –25 |
| 8. | CA Progreso            | 7   | 0 | 0 | 7 | 0    | 1  | 37 | –36 |

### Legenda
| Kleur | Kwalificatie voor  |
| ----- | ------------------ |
|       | Torneo de Ascenso  |
|       | Torneo Permanencia |

### Serie 2
In Serie 2 zaten degradant CA Rentistas–FC San Jacinto en nieuwkomer CA Cimarrón–CSD Villa Española samen met CA Cerro, Montevideo Wanderers FC, CD Parque del Plata, Club Plaza Colonia de Deportes en CA Juventud, de nummers vijf, acht, negen, tien en elf van vorig seizoen.
Rentistas–San Jacinto, Montevideo Wanderers en Parque del Plata wonnen tijdens de eerste speelronde, maar Wanderers bleef als enige ploeg zonder puntverlies nadat ze Parque del Plata (derde speelronde) en Rentistas–San Jacinto (vierde speelronde) versloegen. Hierdoor was Montevideo Wanderers ook meteen zeker van een plek in de kampioensgroep. Rentistas–San Jacinto verzekerde zich in de een-na-laatste week ook van de top-vier doordat ze met 4–1 van Parque del Plata wonnen, maar doordat Wanderers won van Plaza Colonia was Parque del Plata zelf ook gekwalificeerd.
Op de laatste speeldag streden Cerro en Plaza Colonia onderling om het laatste ticket voor de kampioensgroep. Cerro won met 4–2 en behaalde zo de vierde plaats in deze groep.
|    | Club                           | Sp. | W | G | V | Pnt. | DV | DT | DS  |
| -- | ------------------------------ | --- | - | - | - | ---- | -- | -- | --- |
| 1. | Montevideo Wanderers FC        | 6   | 6 | 0 | 0 | 18   | 24 | 2  | +22 |
| 2. | CA Rentistas–FC San Jacinto    | 6   | 4 | 0 | 2 | 12   | 27 | 8  | +19 |
| 3. | CD Parque del Plata            | 6   | 4 | 0 | 2 | 12   | 11 | 8  | +3  |
| 4. | CA Cerro                       | 6   | 3 | 1 | 2 | 10   | 13 | 10 | +3  |
| 5. | Club Plaza Colonia de Deportes | 6   | 2 | 0 | 4 | 6    | 8  | 18 | –10 |
| 6. | CA Juventud                    | 6   | 1 | 1 | 4 | 4    | 8  | 15 | –7  |
| 7. | CA Cimarrón–CSD Villa Española | 6   | 0 | 0 | 6 | 0    | 3  | 33 | –30 |

### Legenda
| Kleur | Kwalificatie voor  |
| ----- | ------------------ |
|       | Torneo de Ascenso  |
|       | Torneo Permanencia |

## Torneo Permanencia
De ploegen die niet in de top-vier van hun groep waren geëindigd kwalificeerden zich voor het Torneo Permanencia. Zij speelden tussen 7 november en 19 december een halve competitie en de twee beste ploegen zouden zich handhaven op dit niveau. De overige ploegen degradeerden naar de nieuwe Tercera División.
Club Plaza Colonia de Deportes en Canadian SC hadden de beste start: zij wonnen allebei hun eerste drie duels. Daarentegen stond voor CA Cimarrón–CSD Villa Española al na de vierde speelronde vast dat ze niet meer in de top-twee konden eindigen: een nederlaag met het kleinste verschil tegen CSyD Keguay bezegelde hun lot. Voor Keguay was dat hun eerste overwinning in het Torneo Permanencia en omdat zij een week later gelijkspeelden tegen CA Juventud waren zij ook uitgeschakeld met het oog op handhaving.
Plaza Colonia had in de vijfde speelronde met 2–0 gewonnen van Canadian en was daardoor als enige ploeg nog zonder puntverlies. De daaropvolgende ronde won ook Rampla Juniors van Canadian. Hierdoor waren ook Juventud en CA Progreso uitgeschakeld in de strijd om de tweede plaats. Door deze uitslag kon Plaza Colonia de titel pakken als ze minimaal gelijk zouden spelen tegen Juventud. De Patablancas slaagden daar in ruime mate in, door met 8–1 te winnen. Canadian speelde op dezelfde dag tegen Keguay en zij moesten met elf goals verschil winnen op Plaza Colonia nog in te kunnen halen. Dit lukte niet (6–0) en Rampla Juniors eindigde daarom op doelsaldo als tweede. De wedstrijd tussen Progreso en Cimarrón–Villa Española werd afgelast omdat er geen arts aanwezig was. Deze wedstrijd werd niet meer ingehaald, net als het duel tussen Progreso en Plaza Colonia.
Hoewel Canadian en Juventud oorspronkelijk gedegradeerd waren, werden ze in 2022 toch toegelaten in deze competitie.
|    | Club                           | Sp. | W | G | V | Pnt. | DV | DT | DS  |
| -- | ------------------------------ | --- | - | - | - | ---- | -- | -- | --- |
| 1. | Club Plaza Colonia de Deportes | 5   | 5 | 0 | 0 | 15   | 21 | 4  | +17 |
| 2. | Rampla Juniors FC              | 6   | 4 | 0 | 2 | 12   | 23 | 10 | +13 |
| 3. | Canadian SC                    | 6   | 4 | 0 | 2 | 12   | 18 | 10 | +8  |
| 4. | CA Juventud                    | 6   | 2 | 2 | 2 | 8    | 12 | 20 | –8  |
| 5. | CA Progreso                    | 4   | 1 | 1 | 2 | 4    | 3  | 10 | –7  |
| 6. | CSyD Keguay                    | 6   | 1 | 1 | 4 | 4    | 5  | 19 | –14 |
| 7. | CA Cimarrón–CSD Villa Española | 5   | 0 | 0 | 5 | 0    | 9  | 18 | –9  |

### Legenda
| Kleur | Kwalificatie voor                                            |
| ----- | ------------------------------------------------------------ |
|       | Handhaving in Segunda División 2022                          |
|       | Handhaving in Segunda División 2022 (degradatie ingetrokken) |
|       | Degradatie naar Tercera División 2022                        |

## Torneo de Ascenso
In het Torneo de Ascenso speelden de acht ploegen die in de eerste fase in de top-vier van hun groep waren geëindigd. De wedstrijden werden tussen 6 november en 19 december gespeeld. De groepswinnaars en de nummers twee (Montevideo City Torque, Montevideo Wanderers FC, San José FC en CA Rentistas–FC San Jacinto) wonnen hun openingswedstrijd, maar een week later verloor Rentistas–San José van CA Cerro en won San José van Montevideo City Torque. In het reguliere seizoen hadden ze nog verloren van Torque, maar door deze zege bleven ze alleen aan kop met Montevideo Wanderers.
San José en Wanderers wonnen ook de derde en vierde wedstrijd. Op 11 december speelden ze tegen elkaar en Wanderers won met 3–1. De Bohemias bleven daardoor als enige koploper over en hadden nog een punt nodig voor promotie. Dat behaalden ze enkele dagen later, toen Torque met 7–1 werd verslagen. Op de laatste speeldag wonnen ze ook van Cerro, waardoor ze zich kroonden tot kampioen met alle wedstrijden gewonnen.
Ondanks de nederlaag tegen Montevideo Wanderers had San José promotie wel nog in eigen hand. De ploeg versloeg eerst naaste belager San Jacinto–Rentistas en ten slotte ook Udelar. Hierdoor eindigden ze als tweede en dwongen ze promotie naar het hoogste niveau af. San José schreef zich echter niet in voor het volgende seizoen. Omdat Cerro - de uiteindelijke nummer drie - geen jeugdploegen in het vrouwenvoetbal had promoveerde uiteindelijk alleen Montevideo Wanderers.
Omdat ploegen in de Segunda División vanaf 2022 ook jeugdploegen in het vrouwenvoetbal moesten hebben degradeerde Cerro zelfs naar de nieuwe Tercera División. Udelar onderging hetzelfde lot.
|    | Club                        | Sp. | W | G | V | Pnt. | DV | DT | DS  |
| -- | --------------------------- | --- | - | - | - | ---- | -- | -- | --- |
| 1. | Montevideo Wanderers FC     | 7   | 7 | 0 | 0 | 21   | 25 | 7  | +18 |
| 2. | San José FC                 | 7   | 6 | 0 | 1 | 18   | 25 | 9  | +16 |
| 3. | CA Cerro                    | 7   | 4 | 0 | 3 | 12   | 19 | 17 | +2  |
| 4. | CA Rentistas–FC San Jacinto | 7   | 3 | 1 | 3 | 10   | 15 | 10 | +5  |
| 5. | Montevideo City Torque      | 6   | 2 | 1 | 4 | 7    | 15 | 11 | +4  |
| 6. | CA Boston River             | 7   | 2 | 1 | 4 | 7    | 9  | 9  | 0   |
| 7. | CD Parque del Plata         | 7   | 2 | 0 | 5 | 6    | 8  | 29 | –21 |
| 8. | Udelar                      | 7   | 0 | 1 | 6 | 1    | 3  | 27 | –24 |

### Legenda
| Kleur | Kwalificatie voor                        |
| ----- | ---------------------------------------- |
|       | Promotie naar de Primera División 2022   |
|       | Degradatie naar de Tercera División 2022 |

#### Topscorers
Catherin Berni van San José FC werd topscorer met zeventien doelpunten.
| №  | Speelster      | Club(s)     | Goals |
| -- | -------------- | ----------- | ----- |
| 1. | Catherin Berni | San José FC | 17    |

### Fairplayklassement
Canadian SC won het fairplayklassement.
1997 · 1998 · 1999 · 2000 · 2001 · 2002 · 2003 · 2004 · 2005 · 2006 · 2007 · 2008 · 2009 · 2010 · 2011 · 2012 · 2013 · 2014 · 2015 · 2016 · 2017 · 2018 · 2019 · 2020 · 2021